# Pseudotriton montanus
Espèce
Synonymes
- Pseudotriton flavissimus Hallowell, 1856
- Spelerpes ruber sticticeps Baird in Cope, 1889
- Pseudotriton montanus floridanus Netting & Goin, 1942

Statut de conservation UICN

 LC  : Préoccupation mineure
Pseudotriton montanus est une espèce d'urodèles de la famille des Plethodontidae.

## Répartition
Cette espèce est endémique de l'Est des États-Unis.

## Publication originale
- Baird, 1850 "1849" : Revision of the North American tailed-batrachia, with descriptions of new genera and species. Journal of the Academy of Natural Sciences of Philadelphia, sér. 2, vol. 1, p. 281-294 (texte intégral).